# احتكام إلى الإنجاز
الاحتكام إلى الإنجاز (بالإنجليزية: Appeal to accomplishment) هي نوع من مغالطات المنشأ عندما يتحدى شخص [س] أطروحة الشخص [ص] لأن الشخص [ص] لم يحقق إنجازات شبيهة أو لم يحقق كمية إنجازات مماثلة لما حققه الشخص [ع] أو الشخص [س].
وعلى العكس، الاحتكام إلى حقيقة أن لا أحد لديه خبرة مناسبة في السؤال المطروح وبالتالي لا يمكنه إثبات شيء، كنوع من الحجة من السكوت. 
الاحتكامات إلى الإنجاز هي مغالطات فقط عندما تكون احتكام بسيط إلى السلطة. لن تكون الحجة مغالطة عندما نعتمد على شهادة شخص ما لديه مستوى معين من الخبرة أو التعليم من أجل دعم بعض المواقف والأدلة.

## الشكل المنطقي
الشخص 1 يدعي أن [س] صحيحة.
الشخص 1 لديه العديد من الاسهامات والإنجازات.
وبالتالي فإن [س] صحيحة.
الشخص 1 يقدم دليلًا ضد الادعاء [س].
الشخص 1 يجب أن يسكت حتى يحقق إنجازات كالتي حققها الشخص 2.

## الأمثلة
- لدي دكتوراة في اللاهوت، وكتبت فيه 12 كتابًا، وقابلت البابا شخصيًّا. وبالتالي عندما أخبرك أن وجبة يسوع المفضلة كانت الزبيب المنقوع في النبيذ، عليك أن تصدقني.

الشرح: بينما كانت تلك الإنجازات التي حققها هذا الشخص قائل تلك العبارة مذهلة، فذلك لا ينقل المصداقية تلقائيًّا إلى الاعتقاد بأن يسوع المسيح كان يحب الزبيب في النبيذ. 
الاستثناء: إذا كانت تلك الإنجازات التي ذكرها الشخص متعلقة بصورة مباشرة بالحجة المطروحة، ليكون الاستشهاد بها ذا معنى. 
- لقد عشت كثيرًا ولدي خبرة بالحياة، وحققت نجاحًا في العمل بالعقارات. لذلك صدقني عندما أخبرك أنه إذا كنت تعرف ماذا تفعل، العقارات هي وسيلة عظيمة لتحقيق الربح والعمل.

الشرح: يحاول الكثير من الأشخاص الناجحين استخدام نجاحهم كسلطة لهم على كل شيء. فإذا كان الشخص [س] قد نجح في شيء معين فهذا يعني أن كل آرائه عنه صحيحة، وهذا غير صحيح.

## كصورة من صور الاحتكام للسلطة
الاحتكام للسلطة هو نوع من الحجج المنطقية التي يُستخدم فيها رأي السلطة كدليل على نتيجة الحجة. قد تكون تلك الحجة مغالطة في بعض الأحيان عندما يُستخدم رأي السلطة كدليل أولي على الحجة دون الاستعانة بمصادر أخرى للاستدلال.
الحالات التي يكون بها الاحتكام إلى السلطة مغالطًا
قد يكون الاستماع إلى رأي أهل الخبرة في موضوع معين ضروريًّا في بعض الأوقات، ولكنه يكون مغالطًا في أحوال أخرى مثل الأحوال التالية:
- إذا كانت الدعوى لا تدخل في مجال خبرة الشخص الذي يُحتكم إليه: لا يكون الاحتكام إلى السلطة مبررًا إلا إذا كانت لدى هذه السلطة ما يؤهلها من المعلومات والخبرة التي تتيح لها أن تدلي برأيها في موضوع معين. أما إذا خرج الموضوع عن اختصاص السلطة فإن رأيها يصبح مثل أي رأي آخر. تنقسم العلوم والمعارف في العصر الحديث إلى تخصصات دقيقة للغاية حتى تتيح للدارسين بها أن يكونوا على دراية كافية بما يجري بها، لذلك فإن الخبراء في مجال معين قد يكونون على غير دراية بموضوع في تخصص آخر بنفس مجالهم.
- إذا كان الموضوع جدليًّا: وفي هذه الحالة يمكن أن نرى بعض الخبراء يدعمون القضية والبعض الآخر يدعمون نقيضها. من المجالات المليئة بالخلافات مجال علم الاقتصاد والذي يذهب بعض خبرائه أن العجز هو العامل المفتاحي في مجال الاقتصاد، بينما يذهب آخرون إلى رأي آخر.
- إذا كان مجال هذا الخبير علم زائف: يفرق الفيلسوف النمساوي كارل بوبر بين العلوم الصحيحة والعلوم الزائفة بناء على القابلية للدحض. إذا كان هذا الخبير يدعي الخبرة في مجال من العلوم الزائفة فهذا يعني أنه ليس خبيرًا في شيء على الإطلاق. من أمثلة تلك العلوم الزائفة مجال التنجيم والطب البديل.
- إذا لم يكن معاصرًا: تتقدم المعرفة يومًا بعد يوم، لذلك فإن بعض الآراء التي كانت تعتبر صحيحة في الماضي معرضة للتعديل بمرور الزمن.